# A caccia di orologi
A caccia di orologi, è un libro scritto da Paolo Soglia, giornalista bolognese, nel quale viene svolta un'inchiesta riguardante le trasformazioni del mondo del lavoro e le peripezie della nuova categoria di lavoratori precari cosiddetti atipici.
I lavoratori descritti in queste diciassette storie, appartengono a quella fascia lavorativa oscura che viene descritta chiaramente nell'introduzione del libro.
Tra le storie emblematiche, una citazione la merita di diritto quella che dà il titolo al libro : A caccia di orologi. La protagonista è una laureata in Pedagogia, che svolge il mestiere di "cacciatrice" di orologi antichi, per conto dell'Istituto Beni Culturali dell'Emilia-Romagna, che li cataloga e li valorizza. Quasi tutti questi orologi settecenteschi e ottocenteschi, sono situati in campanili di chiese di campagna, e quindi l'esploratrice deve affrontare situazioni difficili e anche pericolose per la sua salute. Ovviamente il rimborso economico è piuttosto scarso e la sicurezza economica del lavoro appare aleatoria.
Il libro si conclude con un'analisi sullo stato attuale del mondo del lavoro e della produzione, che trasformano gli atipici in nuovi proletari anomali, magari laureati e provenienti da una buona famiglia, che però faticano ad inserirsi in pianta stabile e con un contratto fisso in un mondo del lavoro sempre più sfuggente alla stabilità e alla regolarità.

## Edizioni
- Paolo Soglia, A caccia di orologi, Edizioni Pendragon, 1998,  pp.180 , cap. 17.